# Fremd im eigenen Land (Lied)
Fremd im eigenen Land ist ein Hip-Hop-Song und die Debütsingle der Heidelberger Gruppe Advanced Chemistry.

## Geschichte
Die Gruppe schrieb den Titel Anfang der 1990er-Jahre. Da es kurz vor Veröffentlichung zu Ausschreitungen in Rostock-Lichtenhagen kam, wurde für den Anfang ein kurzes Nachrichten-Sample davon hinzugefügt.
Unter der Regie von Christoph Dreher und der Kamera von Rolf S. Wolkenstein wurde ein Musikvideo vor der Alten Brücke in Heidelberg gedreht. Unter den Statisten befindet sich unter anderem der Rapper D-Flame. Es wurde auf MTV ausgestrahlt sowie in der ZDF-Doku Lost in Music vorgestellt.
Der Song gilt als der erste größer bekannte sozialkritische Raptitel, der in deutscher Sprache erschien. Er wurde auch als anspruchsvoller Widerpart des zur gleichen Zeit erschienenen Spaß-Raps Die da!?! von den Fantastischen Vier wahrgenommen.

## Musik und Texte
Die Musik basiert auf Samples der Stücke Neo Terra von Freddie Hubbard (1976) sowie der Titelmusik von Spiegel TV: Mobile Unit von George Fenton (1980).
Die Rapper thematisieren selbst erlebten Alltagsrassismus. Obwohl sie in Deutschland geboren sind, einen grünen Pass besitzen, werden sie als Ausländer wahrgenommen. In der ersten Strophe wird bewusst der Begriff „Afrodeutscher“ aufgegriffen. Auch gab es zu jener Zeit eine Reihe von Übergriffen auf Flüchtlingsunterkünfte durch Neonazis.

## Nachwirkungen
Die Hip-Hop-Band Main Concept verwendete in ihrem Lied  Zwischen den Stühlen auf ihrem 1994 erschienenen Album Coole Scheiße eine Textpassage von Fremd im eigenen Land als Sample, das den Refrain einleitet. Der Rapper Fler benannte sein drittes Album nach dem Advanced-Chemistry-Lied, wovon deren Mitglied Torch sich jedoch distanzierte und die Verwendung des Namens als respektlos kritisierte. Zudem werde „der Sinn unseres Songs und geistigen Schaffens verdreht, meines Erachtens auf altbewährtes ‚Stammtischniveau‘ herabgesetzt und mit fragwürdigem Inhalt gefüllt.“
Adel Tawil veröffentlichte 2013 das Lied Lieder, dessen Textzeilen direkte Bezüge zu unterschiedlichen Liedern hat, die für den Künstler eine Rolle spielten. In der zweiten Zeile der zweiten Strophe wird dabei auf Fremd im eigenen Land Bezug genommen.